# Wärmeübergabestation
| Wenn man mit dem Mauszeiger über das Bild streicht, erhält man eine Erklärung der Bauteile, mit zugehörigem Link im Wikipedia. |
| --- |
| Wärmeübergabestation eines Schwimmbads der EVN Wärme mit einer Leistung von 700 kW                                             |

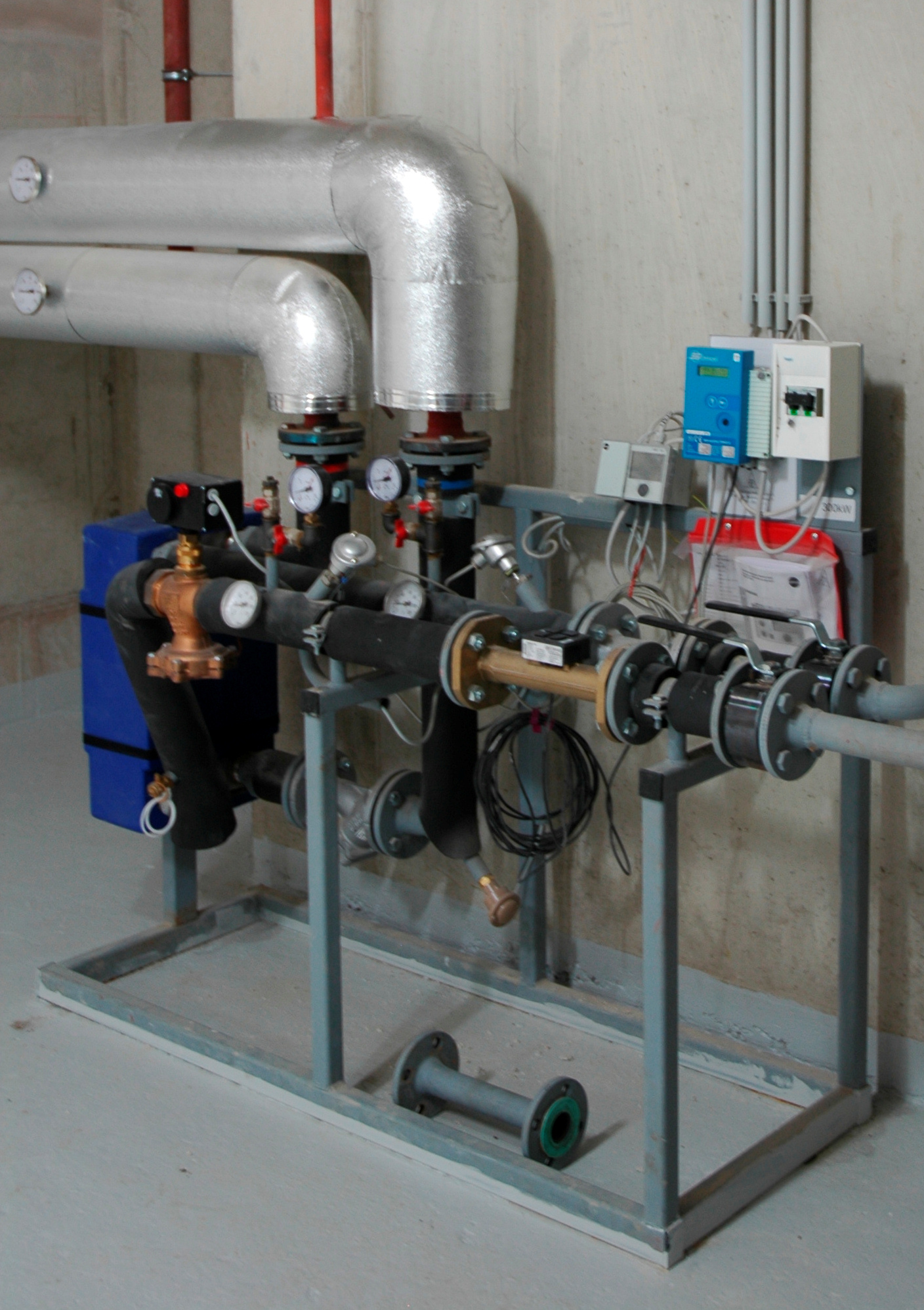
Wärmeübergabestation der EVN Wärme mit einer Leistung von 300 kW einer Wohnhausanlage

Die Wärmeübergabestation ist eine technische Einrichtung, die die Wärme eines Fernwärmenetzes in das kundenseitige Wärmeverteilsystem überträgt und dabei die vom Kunden in seinem Verteilsystem gewünschte Vorlauftemperatur einstellt.
Wärmeübergabestationen können primärseitig mit:
- Dampf[1]
- Heißwasser oder
- Heizwasser (<105 °C)

beaufschlagt werden.

## Bauteile einer Wärmeübergabestation
Sie besteht aus:
- Primärseitiger Schmutzfänger
- Wärmetauscher
- Regelventil gegebenenfalls mit Mengenbegrenzer und/oder Differenzdruckbegrenzer
- Wärmemengenzähler
- Sekundärseitiger Schmutzfänger
- Gegebenenfalls Sicherheitsventil
- Hauptabsperreinrichtungen
- Manometerabsperrhahn mit Manometer
- Tauchhülsen mit Thermometer
- Regler
- Außentemperaturfühler
- Gegebenenfalls Brauchwassertemperaturfühler

## Aufgaben der Wärmeübergabestation
- Die Messung des Wärmebezugs des Kunden durch den Wärmemengenzähler, der zumeist im Primärkreis (also wasserseitig beim Fernwärmenetz) eingebaut ist
- Das Regeln des primärseitigen Differenzdrucks
- Die Begrenzung der Durchflussmenge des Fernwärmewassers auf seine Vertragsleistung
- Die hydraulische Trennung des Fernwärmenetzes zur Hausanlage mittels Wärmetauscher
- Die Begrenzung der Sekundär-Rücklauftemperatur durch einen im Sekundärkreis (Kundenkreislauf) angeordneten Temperaturfühler, der die Heizleistung automatisch zurücknimmt oder die Vorlauftemperatur des Kunden höher als die von der Außentemperatur abhängige Vorlauftemperatur einstellt
- In Heißwassernetzen die Begrenzung der Vorlauftemperatur durch einen Sicherheitstemperaturregler
- Die Bereitung von Gebrauchs-Warmwasser für den Kunden[2][3]

## Schema einer Wärmeübergabestation
Schema der Wärmeübergabestation der Biowärme Amstetten West in den Einzelnachweisen